# Team Merzario
Merzario war ein italienischer Rennstall, der von 1977 bis 1979 in der Formel 1 antrat und bis Mitte der 1980er in verschiedenen anderen Formelserien aktiv war. Teamgründer und -chef war Arturo Merzario, der die meisten Renneinsätze in der Formel 1 selbst bestritt.

## Entstehungsgeschichte

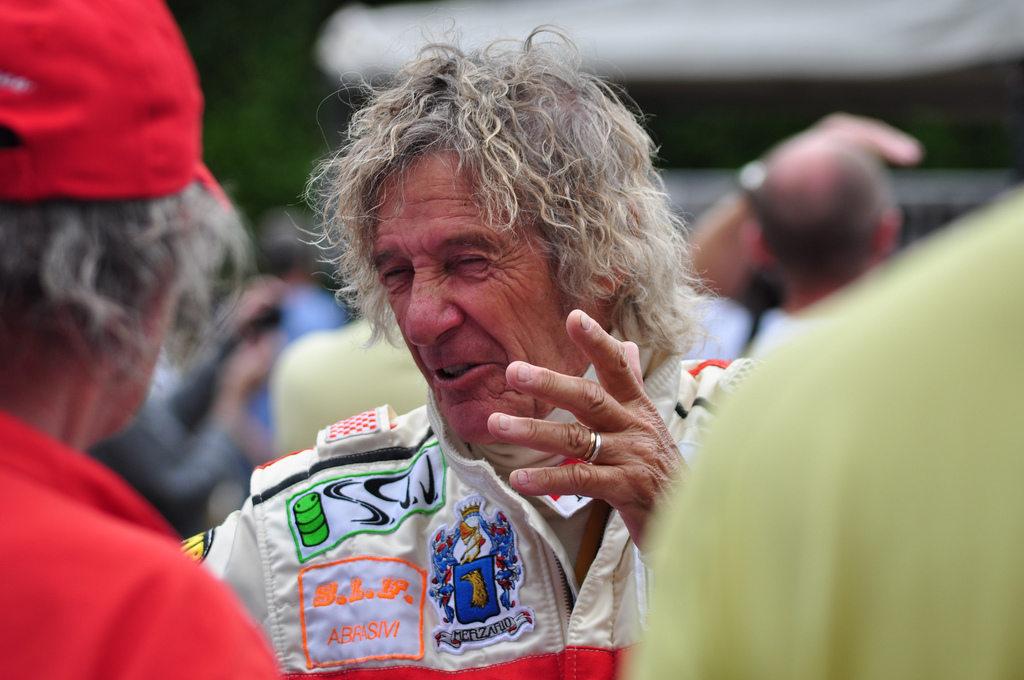
Teamchef, Konstrukteur und Fahrer: Arturo Merzario (2009)

Der italienische Rennfahrer Arturo Merzario war 1972 und 1973 als Werksfahrer der Scuderia Ferrari bei Formel-1-Rennen an den Start gegangen. Danach fuhr er zwei Jahre lang für das wirtschaftlich angeschlagene britische Team von Frank Williams, bevor er für die Saison 1976 einen Werksvertrag bei March Engineering erhielt. Nach dem Ende des Jahres verlängerte March den Vertrag mit Merzario nicht. Merzario gründete daraufhin in der lombardischen Gemeinde Carate Brianza ein eigenes Team, das 1977 mit einem Kundenfahrzeug von March antrat. Als March Ende 1977 sein Formel-1-Engagement einstellte, entfiel künftig auch die Unterstützung für die Kundenfahrzeuge. Um weiter in der Formel 1 antreten zu können, entschied sich Merzario daraufhin für die Konstruktion eigener Rennwagen. Das Team Merzario baute in zwei Jahren insgesamt vier Fahrzeugtypen, die jeweils eigenständige Bezeichnungen trugen, technisch aber miteinander verwandt waren. Regelmäßige Rennteilnahmen gab es nur 1977 mit dem Original-March und 1978 mit den ersten eigenen Fahrzeugen, die sich eng am March-Chassis orientieren. 1979 hingegen qualifizierte sich das Team Merzario mit den weiterentwickelten Autos nur zu zwei Weltmeisterschaftsläufen.
Vor Beginn der Saison 1980 gab Merzario das Formel-1-Engagement auf. Von 1980 bis 1984 trat das Team noch als Konstrukteur in der Formel 2 und später der italienischen Formel 3 an, ohne dabei nennenswerte Erfolge zu erzielen.

## Team Merzario in der Formel 1

### Merzario als Konstrukteur

#### Vorgeschichte: Ein alter Kunden-March
Das Team Merzario debütierte in der Formel 1 als reines Kundenteam. Merzario meldete 1977 ein Auto, das die Bezeichnung 761B trug. Sein Chassis war der 761B/2, der Ende 1976 neu aufgebaut worden war und den das March-Werksteam bei den ersten Weltmeisterschaftsläufen 1977 für Alex-Dias Ribeiro eingesetzt hatte. Es gibt Anhaltspunkte dafür, dass es sich dabei um ein Auto handelte, das nicht auf aktuellem Stand der Technik war. Eine Quelle geht davon aus, dass der 761B/2 das Monocoque des 761/1 nutzte, der 1976 im March-Werksteam für Vittorio Brambilla eingesetzt worden war. Mitglieder von Merzarios Team waren dagegen der Ansicht, dass der 761B/2 ungeachtet seiner Meldebezeichnung tatsächlich ein Chassis aus dem Jahr 1975 (Typ March 751) war, das für die Saison 1976 lediglich eine neue Karosserie erhalten hatte. Da Ribeiro zum Großen Preis von Spanien 1977 wiederum einen neuen 761B (Chassisnummer 761B/3) erhielt, gab March den 761B/2 in der Woche vor dem Rennen an Merzario ab. Als Antrieb diente ein Achtzylinder-Saugmotor von Cosworth (Typ DFV).

#### Eigene Konstruktionen
Der Wechsel vom Kundenteam zum Konstrukteur vollzog sich zum Beginn der Saison 1978. Insgesamt entstanden fünf eigene Merzario-Modelle (A1/1, A1/2, A2, A3 und A4), von denen die ersten vier mehr oder weniger deutlich von Merzarios altem March 761B abgeleitet waren. Allen Modellen gemein war der Antrieb durch einen Achtzylindersaugmotor von Cosworth (DFV). Monocoques und Aufhängungsteile wurden vielfach untereinander getauscht. Der Merzario A1/1 von 1978 verwendete ein neu aufgebautes Chassis, das die Grundzüge des March 761B kopierte. Dieses nachgebaute Monocoque fand sich 1979 im Merzario A3 wieder. Der äußerlich mit dem A1/1 identische A1/2 (1978) und der vom A1/2 abgeleitete A2 (1979) nutzten das Original-Monocoque des March 761B.
Das Team Merzario scheiterte als Konstrukteur. Die selbst entworfenen Autos waren übergewichtig, unausgereift und von Improvisationen geprägt. Der A1 war im Grunde technisch veraltet. Seit 1978 war die Dominanz von Autos mit Groundeffect absehbar. Keine der Versionen des A1, dessen technische Konzeption auf das Jahr 1975 zurückging, erfüllte diese Anforderungen; gleiches gilt für das Interimsmodell A2. Die Modelle A1/1, A1/2 und A2 waren nicht auf die Erzielung eines Ground-Effects ausgerichtet. Erst der A3, der im Frühjahr 1979 vorgestellt wurde, hatte Flügelprofile unter den Seitenkästen und wurde als Wing Car angekündigt. Tatsächlich trat beim A3 allerdings nahezu kein Bodeneffekt ein. Wesentlicher Grund dafür war das alte March-Monocoque, das so breit war, dass in den Seitenkästen nur schmale Flügelprofile untergebracht werden konnten, die kaum Ansaugwirkung produzierten. Nachdem sich der A3 als erfolglos erwiesen hatte, gab Merzario das Auto auf. Statt es weiterzuentwickeln, übernahm das Team Ende Mai 1979 ein Chassis und zahlreiche Ausrüstungsgegenstände des deutschen Rennstalls Kauhsen, der im Anschluss an den Großen Preis von Belgien nach nur drei Rennen den Betrieb eingestellt hatte. Merzario sah darin eine Möglichkeit, preiswert und kurzfristig an ein zeitgemäßes Chassis zu gelangen, denn Kauhsens Autos waren von Beginn an als Wing Cars ausgelegt; vor allem hatten sie ein weitaus schmaleres Monocoque als Merzarios alte Konstruktionen. Allerdings waren die Kauhsen-Chassis bei ihren drei Einsätzen ähnlich erfolglos gewesen wie Merzarios A3. Willi Kauhsen hatte seine Autos von Rennsportlaien konstruieren lassen; die Fahrzeuge galten als „Flop des Jahres.“ Merzario ließ ein Kauhsen-Chassis überarbeiten und meldete es ab dem Sommer 1979 unter der Bezeichnung Merzario A4. Auch in dieser Form war die Konstruktion erfolglos.

### Die einzelnen Jahre

#### 1977: Beginn mit einem zwei Jahre alten Kundenauto

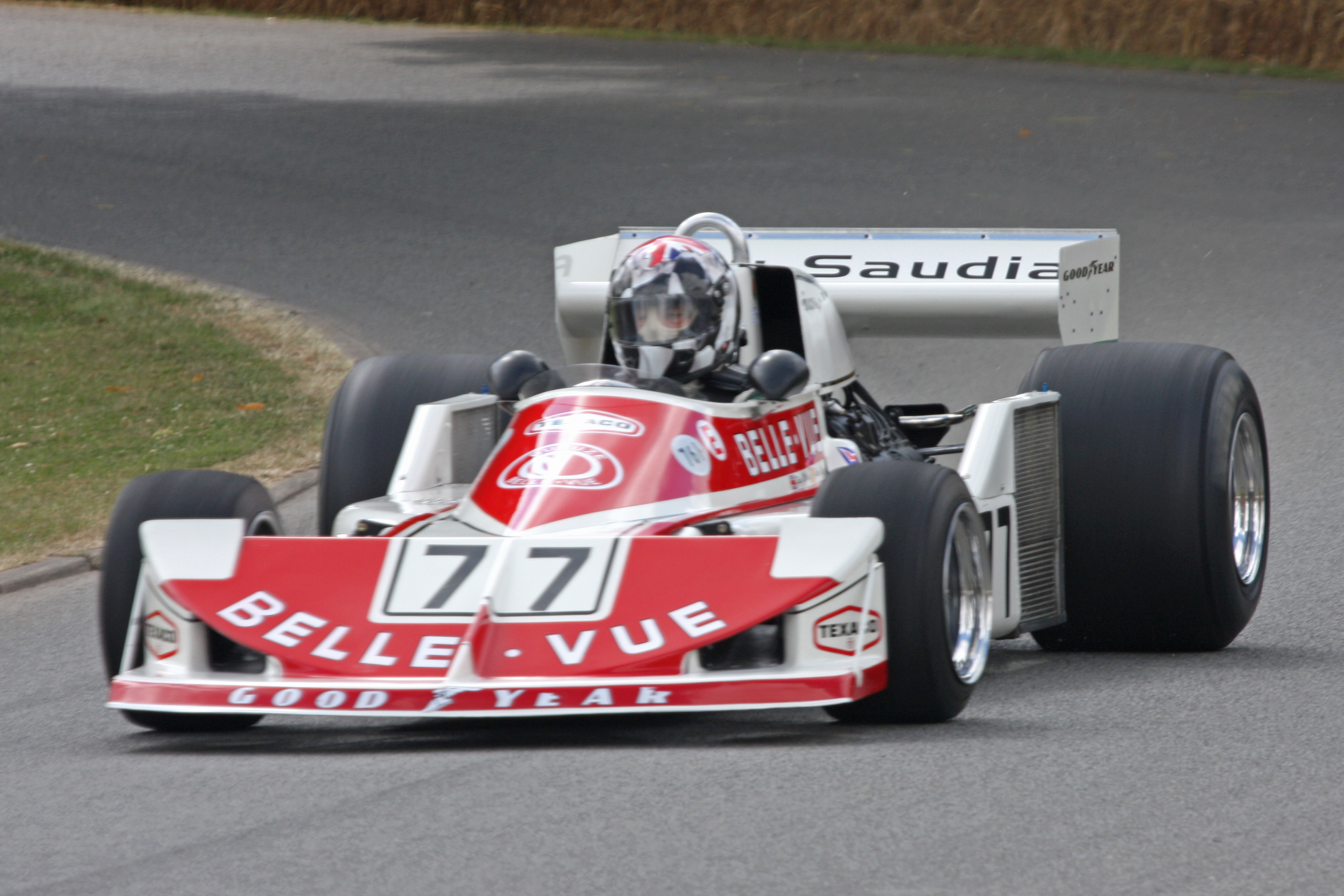
March 761, mit dem das Team seine ersten Saisonrennen bestritt (baugleiches Modell)

Team Merzario debütierte zum ersten europäischen Weltmeisterschaftslauf der Formel-1-Saison 1977, dem Großen Preis von Spanien in Jarama. Bei diesem Rennen waren insgesamt sechs Fahrzeuge von March gemeldet (Typ 761 oder 761B). Arturo Merzario war im Training der zweitschnellste March-Pilot und qualifizierte sich für den 21. Startplatz. Das Rennen beendete er allerdings nicht. In der 17. Runde fiel er nach einem Aufhängungsschaden aus. Beim anschließenden Rennen in Monaco war Merzario der schnellste der insgesamt vier March-Piloten. Seine Rundenzeiten reichten dennoch nicht für eine Qualifikation. Der Große Preis von Belgien in Zolder war das dritte Rennen des Teams. Auch hier war Merzario der schnellste Fahrer mit einem March-Chassis. Er qualifizierte sich für den 14. Startplatz, der das beste Qualifikationsergebnis in der dreijährigen Formel-1-Geschichte des Teams darstellte. Im Rennen kam Merzario mit fünf Runden Rückstand auf den Sieger als 14. und Letzter ins Ziel; eine defekte Benzinpumpe hatte ihn im Laufe des Rennens zurückgeworfen. Es war die erste und zugleich letzte Zielankunft eines Autos, das vom Team Merzario gemeldet wurde. Den Großen Preis von Schweden ließ das Team aus. Bei den folgenden Rennen kam es zu technisch bedingten Ausfällen. In Frankreich beendete Merzario das Rennen nach einem Drittel wegen eines Getriebeschadens, in Großbritannien nach dem Bruch der Antriebswelle. In Deutschland verpasste das Team Merzario die Qualifikation. In Österreich trat es nicht an, weil Arturo Merzario vom Shadow-Werksteam als Ersatz für Riccardo Patrese verpflichtet wurde. In den Niederlanden trat das Team Merzario erneut an, Arturo Merzario verpasste aber wiederum die Qualifikation. Nach dem Rennen entschied sich Merzario, die Saison abzubrechen, um sich auf das nächste Jahr vorzubereiten, in dem das Auto selbst konstruiert werden sollte.

#### 1978: Eine eigene March-Kopie
1978 war die erste Saison des Teams als Konstrukteur. Sie begann mit dem Merzario A1/1, der dem March 761 sehr ähnelt und Aufkleber des neuen Hauptsponsors Marlboro trug. Ganz überwiegend war Arturo Merzario der einzige Fahrer des Teams; nur in Italien setzte es einmalig ein zweites Auto für Alberto Colombo ein.
Beim ersten Saisonrennen im Januar 1978 in Argentinien qualifizierte sich Merzario für den 20. Startplatz. Damit ging er noch vor Didier Pironi im Tyrrell 008 ins Rennen, das er nach neun Runden infolge eines Differenzialschadens beenden musste. In Südafrika und in den USA (West) gelang Merzario jeweils erneut die Qualifikation, in Long Beach allerdings nur, weil die vor ihm qualifizierten Piloten Rupert Keegan (Surtees) und Hans Joachim Stuck (Shadow) nach Trainingsunfällen nicht am Rennen teilnehmen konnten. Weder in Südafrika noch in den USA kam Merzario ins Ziel; Technikdefekte führten jeweils zu frühen Ausfällen. Der anschließende europäische Teil der Saison war von einer Reihe verpasster Qualifikationen (Brasilien, Spanien, Frankreich und Deutschland) bzw. Vorqualifikationen (Monaco und Belgien) geprägt. Lediglich in Schweden und in Großbritannien schaffte es Merzario in die Startaufstellung. In Schweden kam er mit acht Runden Rückstand ins Ziel, wurde aber nicht gewertet, in Großbritannien fiel er wegen nachlassenden Motoröldrucks aus.
Im Laufe des Sommers 1978 wurde der A1/1 durch den A1/2 ersetzt. Merzario fuhr den A1/2 erstmals im Training zum Großen Preis von Österreich. Mit dem neuen Auto verpasste er die Qualifikation um zwei Hundertstel Sekunden. Auch zum anschließenden Rennen in den Niederlanden in Zandvoort gelang ihm die Qualifikation nicht; da Rupert Keegan (Surtees) jedoch im Warm-Up einen Unfall erlitten hatte und nicht starten konnte, rückte Merzario (wie bereits in Long Beach) ins Starterfeld nach. In seinem ersten Rennen fiel der A1/2 nach 40 Runden mit einem Motorschaden aus. In Italien qualifizierte sich Merzario im A1/2 regulär für den 22. Startplatz, fiel aber im Rennen erneut durch Motorschaden aus. In den USA (Ost) führte schließlich ein Getriebeschaden zum Rennausfall, und beim letzten Rennen der Saison in Kanada verpasste Merzario noch einmal die Qualifikation.
Der A1/1B kam noch einmal beim Großen Preis von Italien für Alberto Colombo als zweiten Fahrer des Teams zum Einsatz. Colombo scheiterte in Monza als mit Abstand langsamster Fahrer bereits an der Vorqualifikation.

#### 1979: Drei Autos für eine Saison

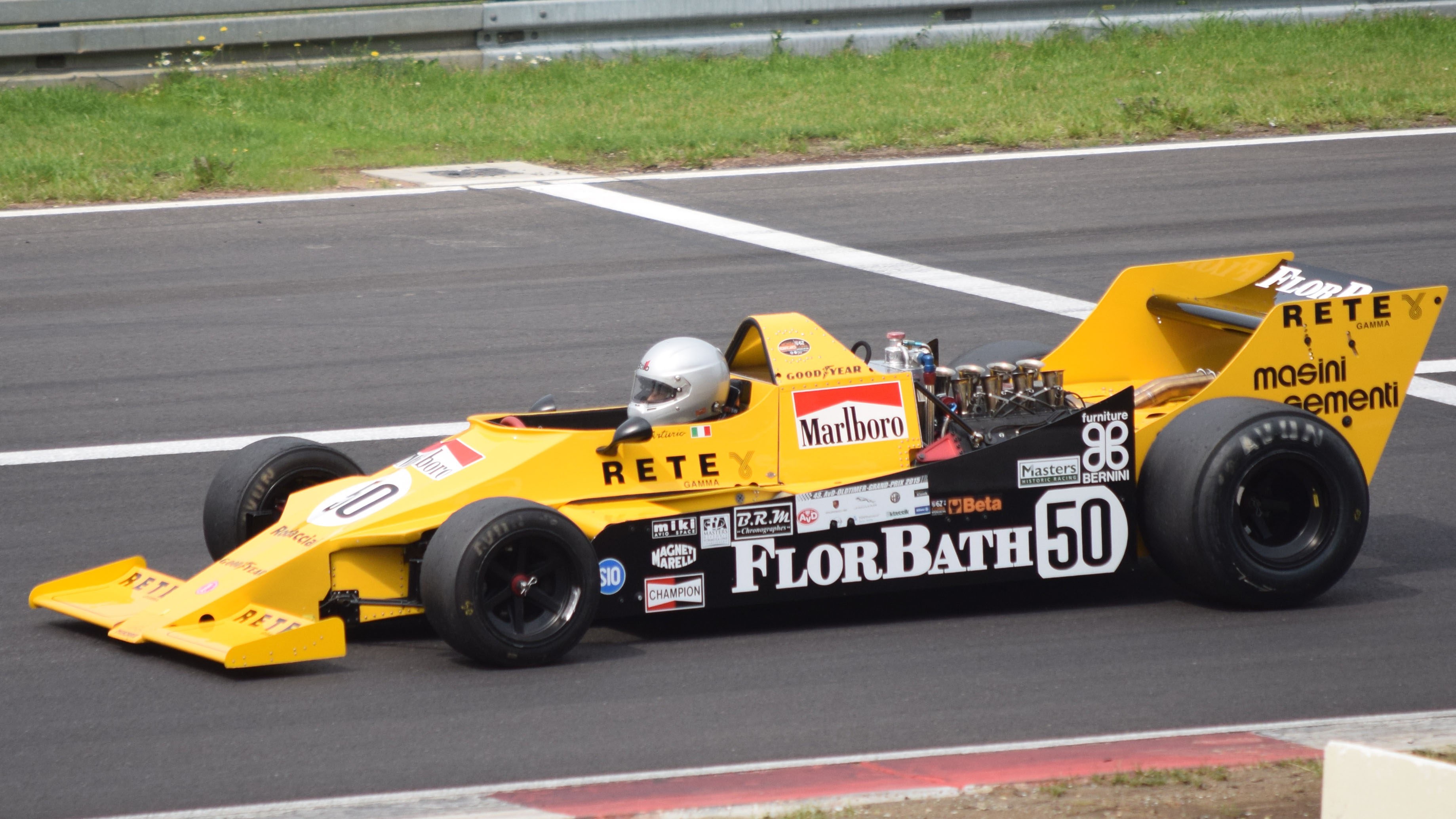
Merzario A3

Für die Saison 1979 ließ Merzario ein eigenes Groundeffect-Auto entwickeln, das als A3 angekündigt wurde. Die Einsatzbereitschaft dieses Modells verzögerte sich allerdings bis ins Frühjahr 1979. Die ersten vier Rennen der Saison, die bereits im Januar begann, bestritt Merzario daher mit dem neu präsentierten A2, der tatsächlich eng mit dem A1 verwandt war und von vornherein nur ein Interimsmodell darstellte. Beim Qualifikationstraining zum Auftaktrennen in Argentinien war Merzario im A2 mehr als 6 Sekunden langsamer als der Polesitter Jacques Laffite (Ligier). Seine Zeit reichte für den 22. Startplatz. Damit ging er noch vor Niki Lauda im Brabham BT48-Alfa und vor René Arnoux im Renault RS01 ins Rennen. Merzario fiel bereits in der ersten Rennrunde aus. In dem Versuch, der Kollision von Jody Scheckter (Ferrari), Patrick Tambay (McLaren), Nelson Piquet (Brabham) und Didier Pironi (Tyrrell) zu entgehen, wich Merzario auf den Seitenstreifen aus. Dabei verlor er die Kontrolle über sein Auto und beschädigte den A2 so stark, dass er für den Neustart, der nach einer Beseitigung der verunglückten Fahrzeuge erfolgte, nicht mehr repariert werden konnte. Bei den folgenden Rennen in Südafrika und Brasilien verpasste Merzario im A2 jeweils die Qualifikation.
Beim vierten Rennen der Saison im kalifornischen Long Beach debütierte Merzarios Groundeffectauto A3. Arturo Merzario setzte den A3 im Qualifikationstraining ein und erzielte eine Zeit, die für den 24. Startplatz reichte. Während des Trainings erlitt der A3 allerdings auf dem unebenen Long Beach Grand Prix Circuit einen Aufhängungsschaden, dessen kurzfristige Reparatur als zu riskant angesehen wurde. Merzario bestritt das Rennen daher noch einmal im Interimsmodell A2. In der 14. Runde führte ein Motorschaden zum Ausfall. Danach ging der A2 nicht mehr an den Start. Bei den folgenden Rennen in Spanien und Belgien verpasste Arturo Merzario im A3 jeweils die Qualifikation. In Spanien fehlten ihm etwa 1,7 Sekunden auf den Letztqualifizierten, in Belgien weniger als eine Sekunde. Auf dem Circuit Zolder verunglückte Arturo Merzario im A3. Er brach sich dabei die rechte Hand und musste beim folgenden Rennen in Monaco aussetzen. An seiner Stelle meldete das Team Gianfranco Brancatelli, der zu den zwei vorangegangenen Rennen von Kauhsen Racing gemeldet worden war. Brancatelli scheiterte in Monaco bereits an der Vorqualifikation. Er war der mit Abstand langsamste Fahrer; seine beste Rundenzeit lag 12 Sekunden über der späteren Polezeit von Jody Scheckter (Ferrari). Fünf Wochen später war Arturo Merzario wieder einsatzbereit. In Frankreich fuhr er den A3 im Qualifikationstraining, war aber ebenso wie Brancatelli vorher in Monaco der langsamste Fahrer des Feldes. Im Vergleich zu den Ferraris fehlten dem Merzario in der Höchstgeschwindigkeit nahezu 20 km/h. Nach dem Rennen in Frankreich gab Merzario den A3 auf.
Die letzten Rennen des Jahres bestritt Merzario mit dem Wing Car A4, der vom Kauhsen WK5 abgeleitet war. Einziger Fahrer des A4 war Arturo Merzario. Er scheiterte mit dem A4 bei allen Weltmeisterschaftsläufen des Jahres an der Qualifikationshürde; mit einer Ausnahme war er immer der langsamste Fahrer des Zeittrainings. Der A4 debütierte beim Großen Preis von Großbritannien im Juli 1979. In Silverstone war Merzario zwei Sekunden langsamer als der nächstschnellere Fahrer (Stuck im ATS) und sieben Sekunden langsamer als der Polesitter Alan Jones (Williams). Auf dem Hockenheimring fehlten Merzario sechs Sekunden auf die Qualifikation und 13 Sekunden auf die Polezeit von Jean-Pierre Jabouille (Renault). In Österreich beschädigte Merzario den A4 bei einem Trainingsunfall. Er setzte das Training mit dem Ersatzauto – dem alten A3 – fort, war aber auch damit der mit deutlichem Abstand Letzte der Qualifikation, die er um nahezu fünf Sekunden verpasste. Bei den europäischen Spätsommerrennen gab es Anzeichen für eine leichte Verbesserung: In den Niederlanden und in Italien fehlten Merzario nur noch zweieinhalb Sekunden auf die Qualifikation, und in Italien lag er im Qualifying vor Héctor Rebaque in seiner Lotus-Kopie Rebaque HR 100. Bei den Überseerennen in Kanada und den USA (Ost) hingegen waren die Abstände zur Qualifikation wieder im Bereich von fünf bzw. neun Sekunden.
Zu seinem einzigen Renneinsatz kam der Merzario A4 eine Woche nach dem Großen Preis von Italien beim Gran Premio di Dino Ferrari 1979 in Imola, einem Rennen, das nicht zur Weltmeisterschaft zählte und zu dem nur 16 Fahrzeuge gemeldet waren. Damit war die Rennteilnahme des A4 automatisch gesichert. Merzario qualifizierte sich für den 13. Startplatz und kam mit zwei Runden Rückstand als 11. und Letzter ins Ziel.

## Kleinere Motorsportklassen
Von 1980 bis 1984 trat das Team noch als Konstrukteur in der Formel 2 und später der italienischen Formel 3 an, ohne dabei nennenswerte Erfolge zu erzielen.

## Ergebnisse in der Formel 1

### Als Kundenteam
| Saison     | Chassis     | Fahrer | Nr. | 1 | 2 | 3 | 4   | 5   | 6  | 7 | 8   | 9   | 10  | 11 | 12  | 13 | 14 | 15 | 16 | 17 |
| ---------- | ----------- | ------ | --- | - | - | - | --- | --- | -- | - | --- | --- | --- | -- | --- | -- | -- | -- | -- | -- |
| 1977       |             |        |     |   |   |   |     |     |    |   |     |     |     |    |     |    |    |    |    |    |
| March 761B | A. Merzario | 37     |     |   |   |   | DNF | DNQ | 14 |   | DNF | DNF | DNQ |    | DNQ |    |    |    |    |    |

### Als Konstrukteur
| Saison | Chassis       | Fahrer         | Nr. | 1   | 2   | 3   | 4   | 5    | 6    | 7    | 8   | 9   | 10  | 11  | 12  | 13  | 14   | 15  | 16  | Punkte | Rang |
| ------ | ------------- | -------------- | --- | --- | --- | --- | --- | ---- | ---- | ---- | --- | --- | --- | --- | --- | --- | ---- | --- | --- | ------ | ---- |
| 1978   |               |                |     |     |     |     |     |      |      |      |     |     |     |     |     |     |      |     |     | –      | 0    |
| 1978   | Merzario A1/1 | A. Colombo     | 38  |     |     |     |     |      |      |      |     |     |     |     |     |     | DNPQ |     |     | –      | 0    |
| 1978   | Merzario A1/1 | A. Merzario    | 37  | DNF | DNQ | DNF | DNF | DNPQ | DNPQ | DNQ  | NC  | DNQ | DNF | DNQ |     |     |      |     |     | –      | 0    |
| 1978   | Merzario A1/2 | A. Merzario    | 37  |     |     |     |     |      |      |      |     |     |     |     | DNQ | DNF | DNF  | DNF | DNQ | –      | 0    |
| 1979   |               |                |     |     |     |     |     |      |      |      |     |     |     |     |     |     |      |     |     | –      | 0    |
| 1979   | Merzario A2   | A. Merzario    | 24  | DNF | DNQ | DNQ | DNF |      |      |      |     |     |     |     |     |     |      |     |     | –      | 0    |
| 1979   | Merzario A3   | A. Merzario    | 24  |     |     |     | PO  | DNQ  | DNQ  |      | DNQ |     |     | DNQ |     |     |      |     |     | –      | 0    |
| 1979   | Merzario A3   | G. Brancatelli | 24  |     |     |     |     |      |      | DNPQ |     |     |     |     |     |     |      |     |     | –      | 0    |
| 1979   | Merzario A4   | A. Merzario    | 24  |     |     |     |     |      |      |      |     | DNQ | DNQ | DNQ | DNQ | DNQ | DNQ  | DNQ |     | –      | 0    |

| Legende  | Legende            | Legende                                                          |
| Farbe    | Abkürzung          | Bedeutung                                                        |
| -------- | ------------------ | ---------------------------------------------------------------- |
| Gold     | –                  | Sieg                                                             |
| Silber   | –                  | 2. Platz                                                         |
| Bronze   | –                  | 3. Platz                                                         |
| Grün     | –                  | Platzierung in den Punkten                                       |
| Blau     | –                  | Klassifiziert außerhalb der Punkteränge                          |
| Violett  | DNF                | Rennen nicht beendet (did not finish)                            |
| Violett  | NC                 | nicht klassifiziert (not classified)                             |
| Rot      | DNQ                | nicht qualifiziert (did not qualify)                             |
| Rot      | DNPQ               | in Vorqualifikation gescheitert (did not pre-qualify)            |
| Schwarz  | DSQ                | disqualifiziert (disqualified)                                   |
| Weiß     | DNS                | nicht am Start (did not start)                                   |
| Weiß     | WD                 | zurückgezogen (withdrawn)                                        |
| Hellblau | PO                 | nur am Training teilgenommen (practiced only)                    |
| Hellblau | TD                 | Freitags-Testfahrer (test driver)                                |
| ohne     | DNP                | nicht am Training teilgenommen (did not practice)                |
| ohne     | INJ                | verletzt oder krank (injured)                                    |
| ohne     | EX                 | ausgeschlossen (excluded)                                        |
| ohne     | DNA                | nicht erschienen (did not arrive)                                |
| ohne     | C                  | Rennen abgesagt (cancelled)                                      |
| ohne     | keine WM-Teilnahme |                                                                  |
| sonstige | P/fett             | Pole-Position                                                    |
| sonstige | 1/2/3/4/5/6/7/8    | Punktplatzierung im Sprint-/Qualifikationsrennen                 |
| sonstige | SR/kursiv          | Schnellste Rennrunde                                             |
| sonstige | *                  | nicht im Ziel, aufgrund der zurückgelegten Distanz aber gewertet |
| sonstige | ()                 | Streichresultate                                                 |
| sonstige | unterstrichen      | Führender in der Gesamtwertung                                   |